# Akshata Murthy
Akshatā Nārāyan Mūrty (Hubli, 25 aprile 1980) è un'imprenditrice, stilista ed ereditiera indiana residente in Gran Bretagna, moglie di Rishi Sunak, dall'ottobre 2022 al 5 luglio 2024 Primo Ministro inglese e leader del Partito Conservatore. Murty e Sunak sono tra le 250 persone più ricche della Gran Bretagna, con una fortuna combinata di 730 milioni di sterline nel 2022. La sua ricchezza personale è diventata l'argomento della discussione dei media britannici nel contesto della sua rivendicazione dello status di non domiciliata nel Regno Unito.
Murthy è la figlia di N.R. Narayana Murthy, fondatore della multinazionale indiana IT Infosys. Detiene una partecipazione dello 0,93% in Infosys, rendendola una delle donne più ricche della Gran Bretagna, insieme ad azioni in diverse altre attività nel Regno Unito. È una direttrice di Digme Fitness e del Soroco che suo fratello Rohan Murty ha co-fondato.

## Biografia
Murty è nata il 25 aprile 1980 a Hubli, in India, e cresciuta dai nonni paterni mentre suo padre NR Narayana Murthy e sua madre Sudha Murty lavoravano per lanciare la loro azienda tecnologica, Infosys. Ha un fratello, Rohan Murty.
Suo padre è spesso descritto come il "padre del settore IT indiano" e proveniva da ambienti della classe media. Lui afferma che essere stato arrestato ed espulso senza una buona ragione durante l'era comunista nel 1974 in una città tra il confine jugoslavo e bulgaro, lo ha trasformato in un "capitalista compassionevole" da "confuso di sinistra / comunista ", portandolo a creare Infosys. Sua madre è stata la prima donna ingegnere a lavorare per l'allora più grande casa automobilistica indiana; ora è una filantropa.
Ha avuto un'educazione della classe media relativamente semplice a Jayanagar, un sobborgo di Bengaluru, "senza feste di compleanno o molta paghetta" per mantenere intatti i valori della famiglia.
Murty ha frequentato la Baldwin Girls' High School, Bangalore, e in seguito ha studiato economia e francese al Claremont McKenna College in California; ha un diploma in produzione di abiti presso il Fashion Institute of Design & Merchandising, e un Master in Business Administration presso la Stanford University.

## Carriera
Nel 2007, Murty è entrata a far parte dell'azienda olandese di tecnologia pulita Tendris come direttore marketing, dove ha lavorato per due anni, prima di avviare la sua azienda di moda. Il suo marchio di moda ha chiuso nel 2012. Nel 2013 è diventata direttrice del fondo di venture capital Catamaran Ventures. Ha co-fondato, con suo marito Rishi Sunak, la filiale londinese dell'azienda indiana che è di proprietà di suo padre, NR Narayana Murthy.
Sunak le ha trasferito le sue azioni poco prima di essere eletto deputato conservatore di Richmond nel 2015. Dal 2015 ella possiede una quota dello 0,93% della società tecnologica di suo padre, Infosys, valutata circa 700 milioni di sterline nell'aprile 2022, e azioni in due delle attività di ristorazione di Jamie Oliver, Wendy's in India, Koro Kids e Digme Fitness. È una direttrice di Digme Fitness e della sussidiaria britannica di Soroco, un'azienda IT co-fondata dal fratello, Rohan Murty.

## Vita privata

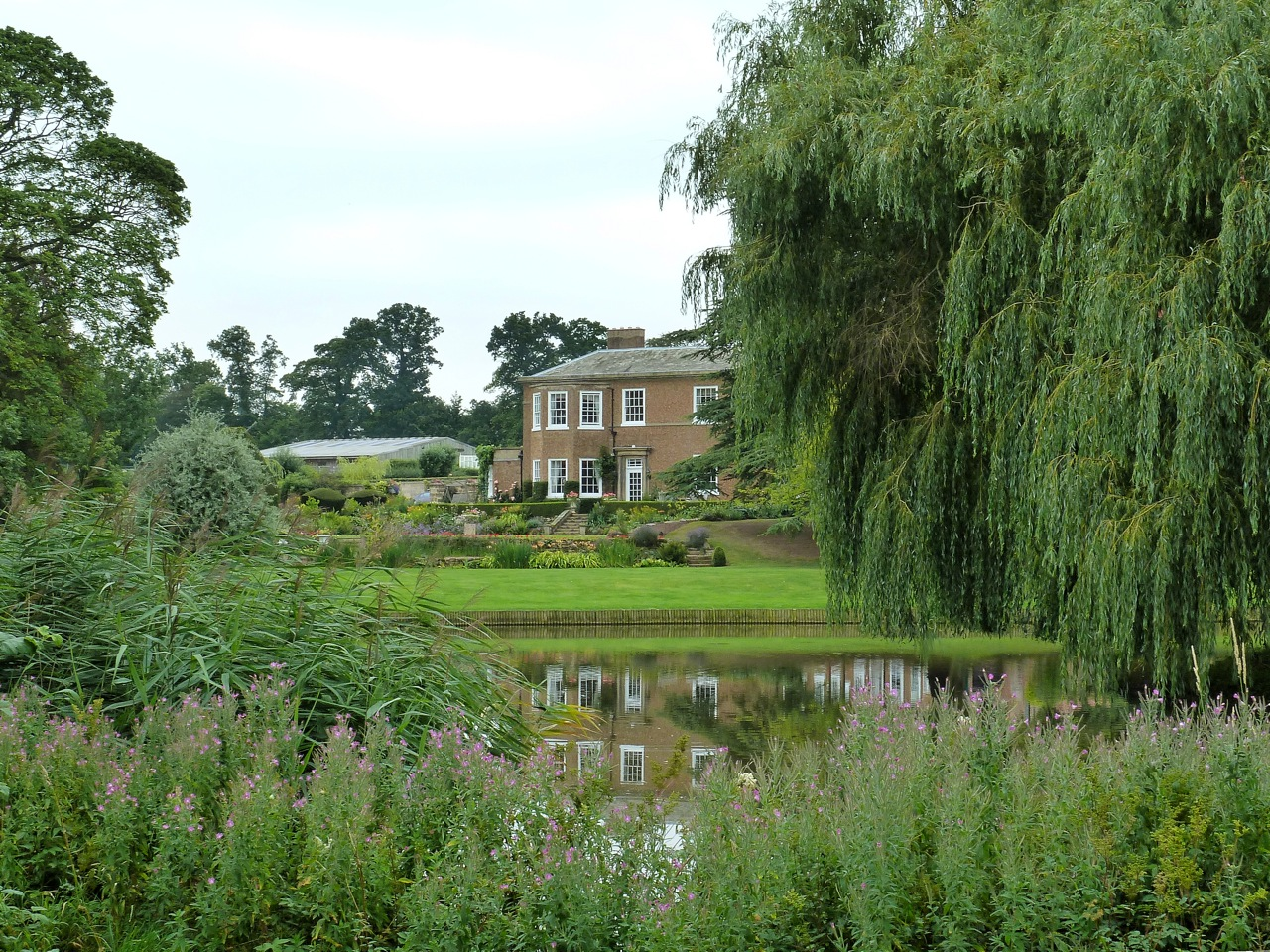
Kirby Sigston Manor, North Yorkshire

Murty è una cittadina indiana. Nell'agosto 2009 ha sposato Rishi Sunak, incontrato alla Stanford University. Hanno due figlie, Anoushka e Krishna.
Possiedono Kirby Sigston Manor nel villaggio di Kirby Sigston, North Yorkshire, una scuderia a Earl's Court nel centro di Londra, un appartamento in Old Brompton Road, South Kensington, e un attico su Ocean Avenue a Santa Monica, California. Nell'aprile 2022, Sunak e Murty si sono trasferiti dall'11 Downing Street in una casa recentemente ristrutturata a West London.
Sempre nell'aprile 2022 è stato riferito che è residente non domiciliata nel Regno Unito, il che le consente di non pagare alcuna imposta sul reddito prodotto al di fuori della Gran Bretagna, soggetta a un pagamento annuale di £ 30.000. Murty ha annunciato che avrebbe mantenuto il suo status di non domiciliata ma avrebbe pagato volontariamente le tasse britanniche sul suo reddito mondiale.